# Kallojärvi (sjö i Finland)
Kallojärvi är en sjö i Finland. Den ligger i kommunen Kittilä i landskapet Lappland, i den norra delen av landet, 800 km norr om huvudstaden Helsingfors. Kallojärvi ligger 194,3 meter över havet. Den är 2 meter djup. Arean är 76,9 hektar och strandlinjen är 5,51 kilometer lång. Sjön  ingår i Kemi älvs huvudavrinningsområde. 